# Hoshigaoka (métro de Nagoya)
 (avril 2024).
Si vous disposez d'ouvrages ou d'articles de référence ou si vous connaissez des sites web de qualité traitant du thème abordé ici, merci de compléter l'article en donnant les références utiles à sa vérifiabilité et en les liant à la section « Notes et références ».
Hoshigaoka (星ヶ丘駅, Hoshigaoka-eki) est une station du métro de Nagoya sur la ligne Higashiyama dans l'arrondissement de Chikusa à Nagoya.

## Situation sur le réseau
La station Hoshigaoka est située au point kilométrique (PK) 16,2 de la ligne Higashiyama.

## Histoire
La station a été inaugurée le 30 mars 1967.

## Services aux voyageurs

### Accès et accueil
La station est ouverte tous les jours.

### Desserte

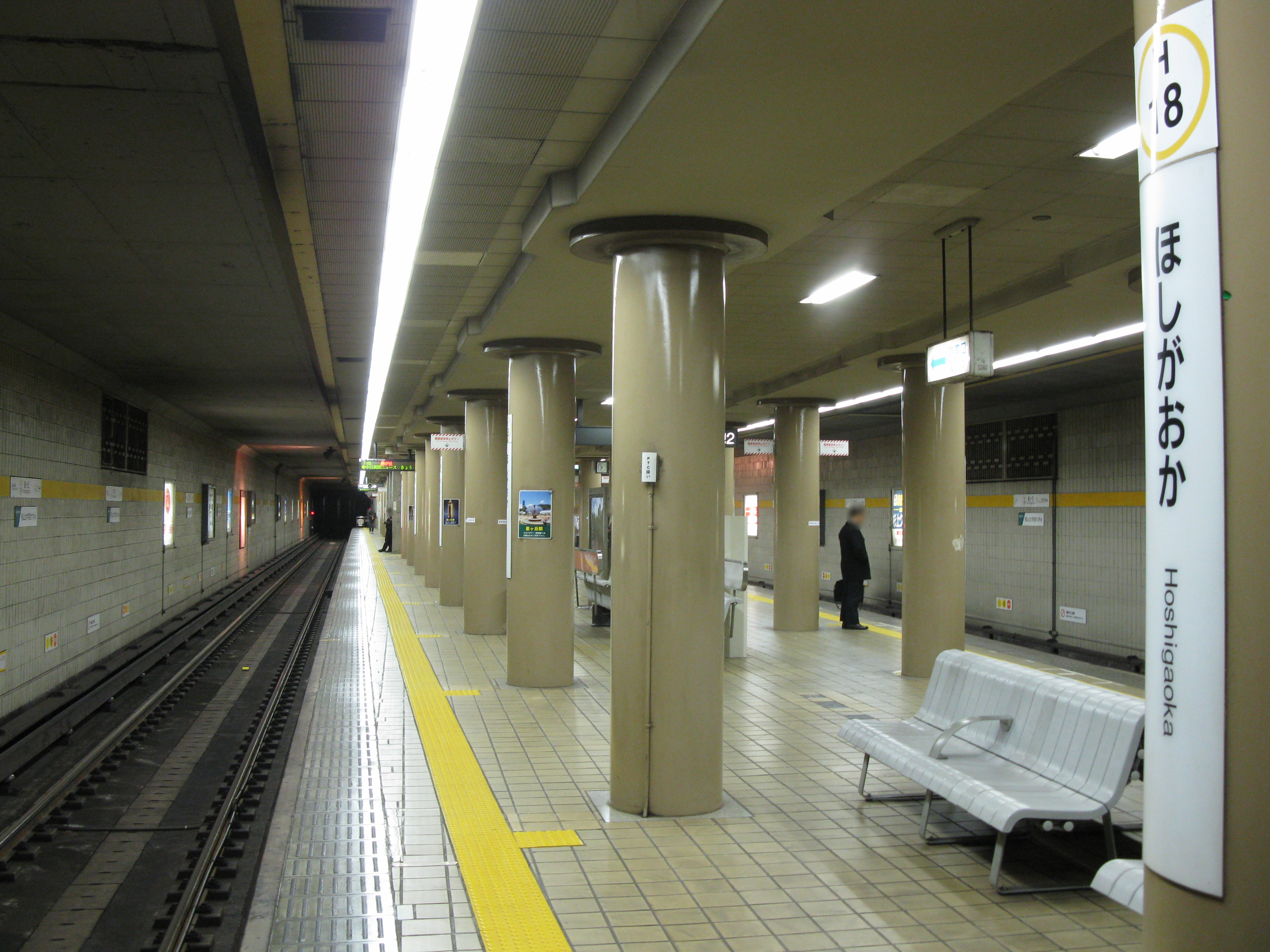
Vue du quai de la station

- Ligne Higashiyama :
  - voie 1 : direction Fujigaoka
  - voie 2 : direction Takabata